# Trissolcus kozlovi
Trissolcus kozlovi is een vliesvleugelig insect uit de familie van de Scelionidae. De wetenschappelijke naam van de soort is voor het eerst geldig gepubliceerd in 1975 door Ryakhovskii.